# Kana (vydavatelství)
Kana je francouzské vydavatelství přidružené ke společnosti Les Éditions Dargaud. Společnost vydává komiksové časopisy ve Francii a Nizozemsku. Kana byla založena v roce 1996.